# Castillo de Castrojeriz

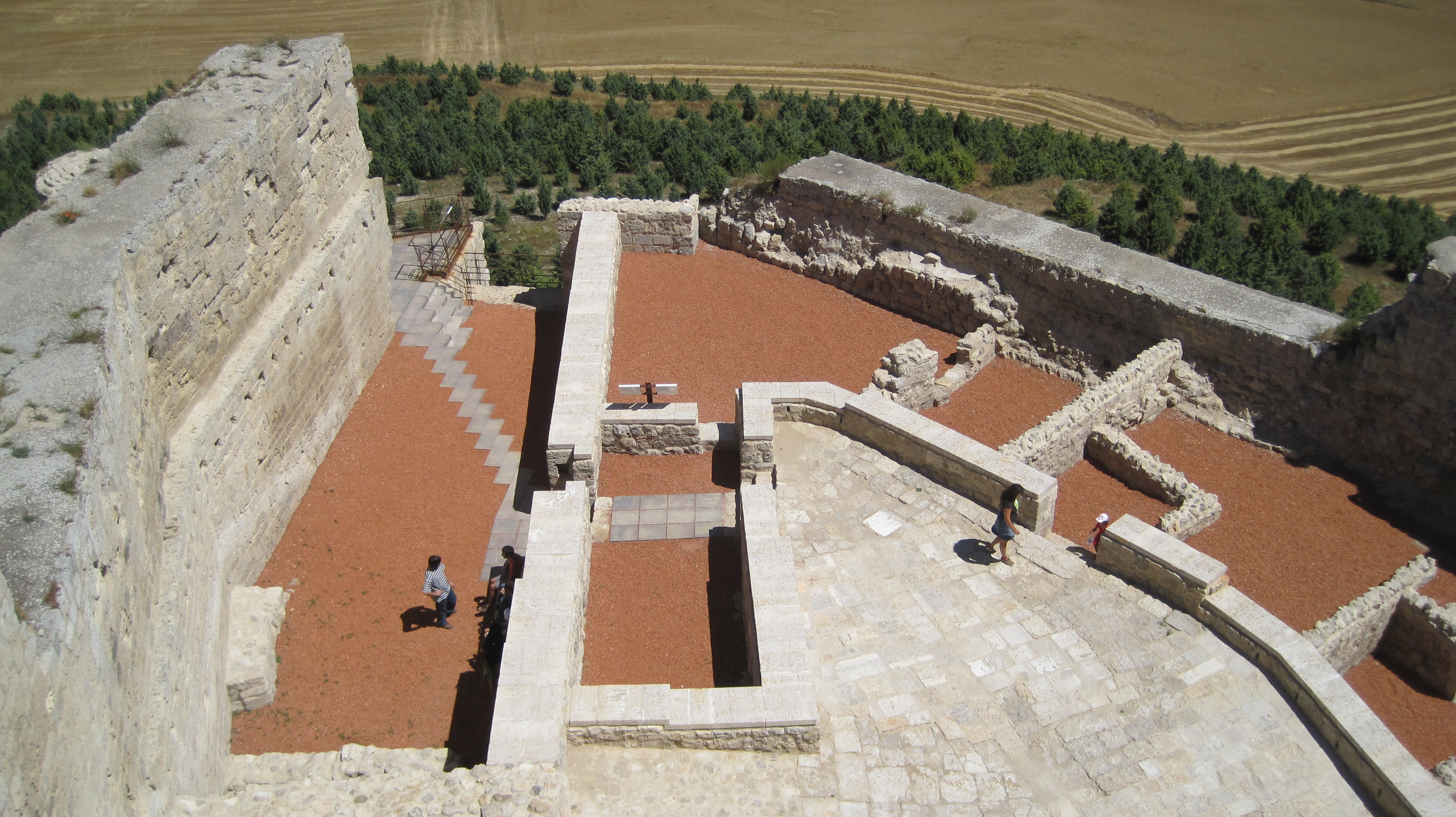
Castillo de Castrojeriz desde la torre de vigilancia

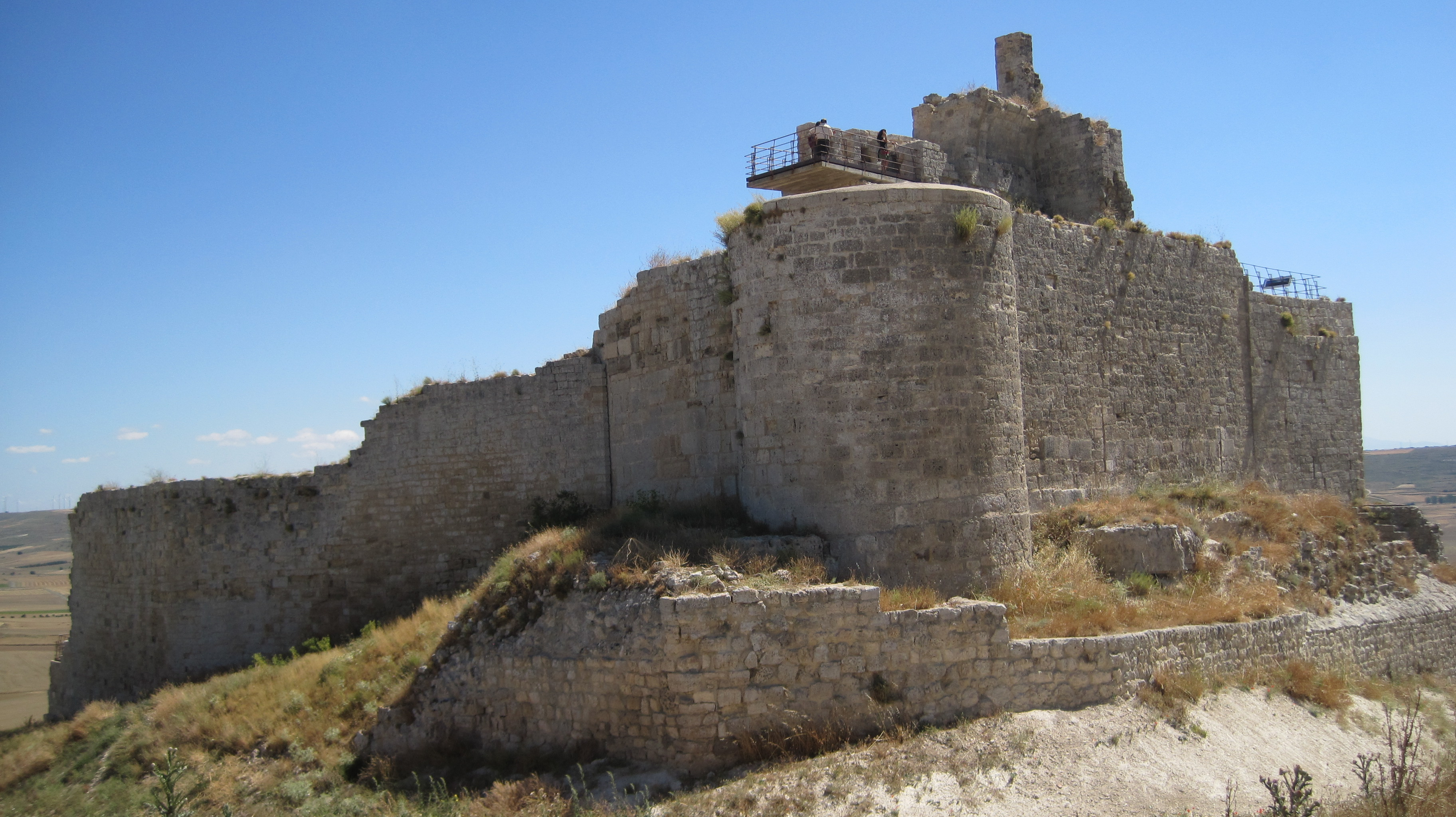
Castillo de Castrojeriz

El castillo de Castrojeriz es un castillo medieval construido en el municipio de Castrojeriz, en Burgos. La fecha de construcción del castillo no es muy exacta, pero data aproximadamente de finales del siglo VIII. Además, se sitúa en una de las villas jacobeas más importantes de todo el Camino de Santiago, ya que fue fundada por el gran Julio César y resistió a numerosos ataques de tropas del norte de Europa y de África. 

## Historia
Es un castillo perteneciente a la época romana, y construido entre mediados y finales del siglo VIII. Actualmente, hay varias fuentes que hablan de que fue fundado por el mismísimo Julio César. Esta infraestructura fue construida en lo alto de una colina, a 900 metros de altura. Con un difícil acceso, para el uso militar y defensivo, con el fin de poder resistir y ganar los ataques de las tropas enemigas del Norte de Europa y África y del propio territorio de Hispania.
Estas tropas estaban formadas por visigodos, celtas, árabes, romanos y cristianos.  
La historia de esta edificación cristiana de la Edad Media estuvo expuesta a los enfrentamientos entre tropas de los ejércitos moros y cristianos entre los siglos VIII y IX.  
Poco después, en el año 882 hubo un capitán llamado Munio Núñez de los foramontanos, que se encargó de reformar esta fortificación que fue destruida anteriormente por los árabes y en el año 1131 fue anexionada por el Condado de Castilla.
Este castillo es el monumento arquitectónico más antiguo de Castrojeriz cuya fecha data del siglo VIII, pero tuvo numerosas reformas como la ampliación de sus muros por los visigodos. Pero en el año 1755 hubo un gran terremoto llamado el terremoto de Lisboa.

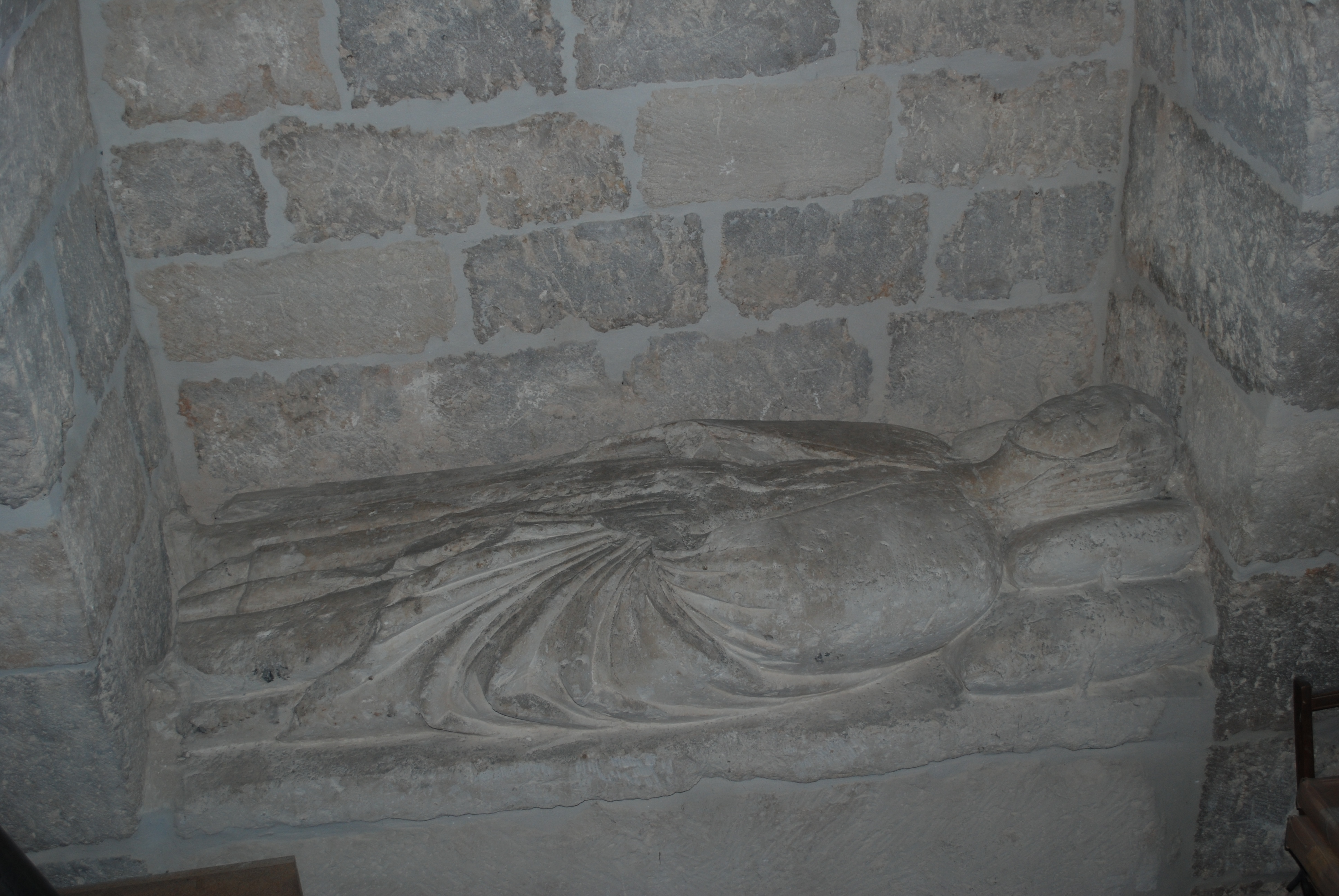
Tumba de la Reina Leonor (Reina de Aragón)

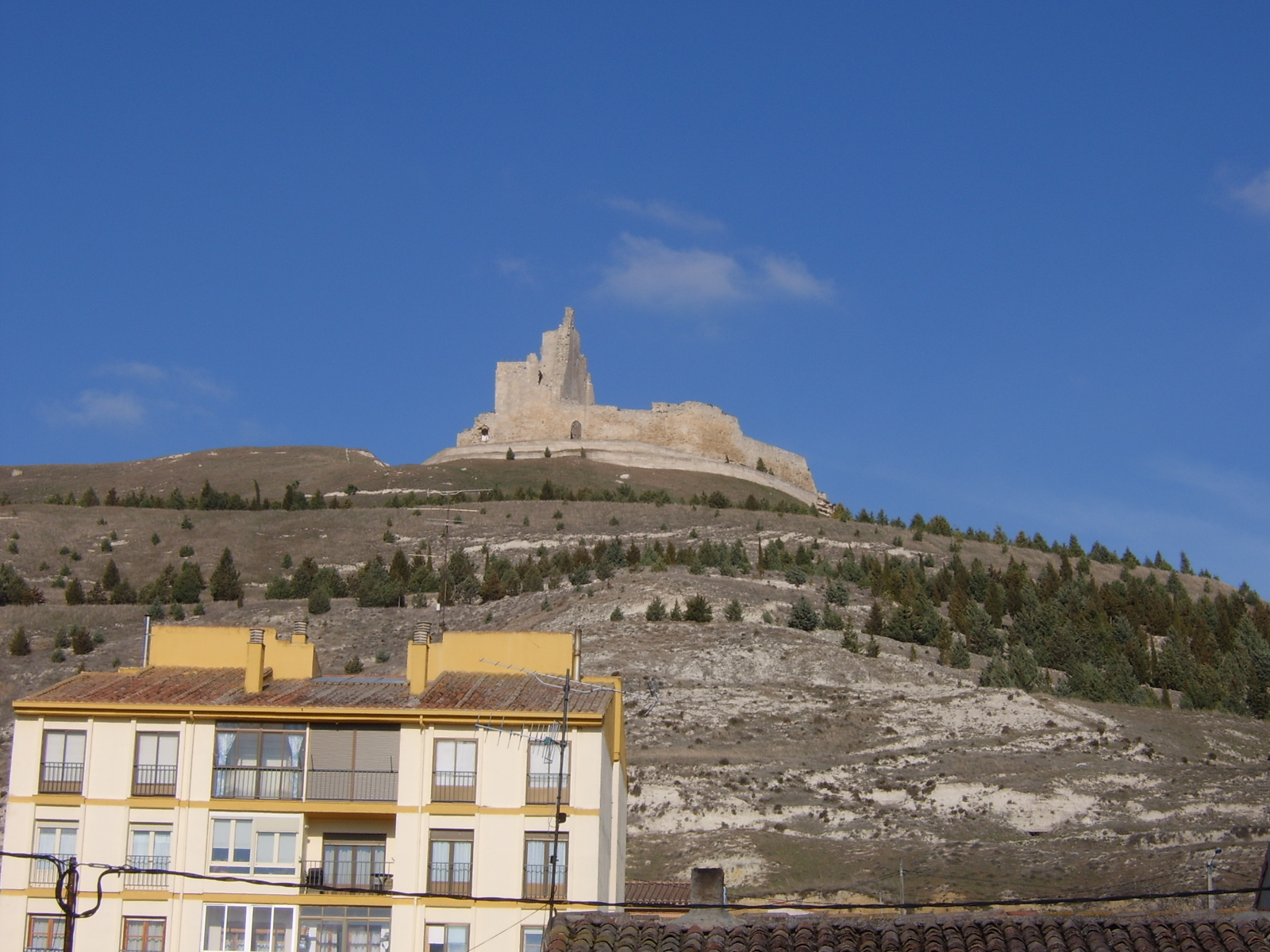
Castillo de Castrojeriz desde el pueblo de Castrojeriz

### Hecho histórico
Un curioso hecho histórico fue la huida de la reina de Aragón, Doña Leonor, en 1336. Debido a que cuando murió su marido esta se fue al territorio de Castilla y León con sus hijos, por el miedo a que su sobrino Pedro IV la matase. Unos años más tarde fue capturada y encerrada en el castillo de Castrojeriz y fue decapitada en el año 1358.

## Materiales y partes del castillo
Este alcázar fue edificado con materiales de gran resistencia como sillares de diversas calidades, como la mezcla de cal y barro para aguantar frente a los diferentes elementos atmosféricos como terremotos, grandes lluvias, ciclones, etc.
Las partes de esta ciudadela eran grandes muros de piedra de 3 metros de ancho y 7 metros de alto, cuyas murallas poseían al menos dos aspilleras. Dos torres de vigilancia en lados opuestos a los de la colina, un patio de armas donde los soldados solían entrenar y afilar sus armas para antes de sus combates.
También fue un castillo que abarcaba un territorio de un kilómetro de largo cuyas tierras fueron compuestas por iglesias, dos conventos, siete hospitales y unos cuantos mesones. 

### Actualmente
Las cubiertas se hallan completamente arruinadas, aunque aún se pueden observar los arranques de las bóvedas. Esta parte central debió ser la torre del homenaje. La parte del oeste consistió en un torreón al que se accedía desde el cuerpo anterior. En la esquina posee un gran cubo como complemento defensivo. El lienzo que cierra estos tres cuerpos tiene un grosor de casi tres metros para reducir su debilidad. Hoy día se encuentra en estado de ruina, aunque restaurado y consolidado en parte.